# The New Adventures of Sherlock Holmes
The New Adventures of Sherlock Holmes (Les noves aventures de Sherlock Holmes) és una sèrie de radiodrama que es va emetre als Estats Units del 1939 al 1950, va tenir 374 episodis, i molts dels episodis darrers es van considerar com a perduts. La sèrie es basava en les històries de Sherlock Holmes d'Arthur Conan Doyle. Alguns dels enregistraments dels episodis que s'han conservat es poden trobar en línia, en diverses condicions de qualitat d'àudio.
Durant la major part de la sèrie, Basil Rathbone va interpretar Sherlock Holmes i Nigel Bruce el Dr. Watson. Altres actors van interpretar Holmes i Watson en temporades posteriors.

## Producció
Des del principi de la sèrie, es va anunciar en diferents cartells amb diversos títols, com ara Sherlock Holmes, Sherlock Holmes and Doctor Watson, entre altres. El títol més recordat popularment és The New Adventures of Sherlock Holmes. En ocasions, el títol d'un episodi de ràdio és diferent del de la seva història original; per exemple, l'adaptació radiofònica de "El cercle roig" es titula "El llogater de la senyora Warren".
Des del 1939 fins al 1943, els episodis van ser adaptats o escrits per Edith Meiser que havia escrit la sèrie anterior The Adventures of Sherlock Holmes que es va emetre del 1930 al 1935. Meiser va deixar la sèrie després de desacords amb un patrocinador sobre la quantitat de violència al programa. També s'ha informat que Meiser va deixar la sèrie per centrar-se en altres projectes. A partir del 1943, la majoria dels episodis van ser escrits per l'equip de Denis Green i Anthony Boucher, amb alguns dels primers episodis escrits per Green i Leslie Charteris. Edith Meiser va tornar per escriure la sèrie per a la seva setena temporada. Max Ehrlich i Howard Merrill van escriure els episodis de la temporada 8. Denis Green va tornar com a guionista per a l'última temporada.
Originalment, la sèrie estava protagonitzada per Basil Rathbone com a Sherlock Holmes i Nigel Bruce com el Doctor Watson. Junts, van protagonitzar 220 episodis que es van emetre setmanalment els dilluns de 20:30 a 21:00. L'últim episodi de Basil Rathbone com el famós detectiu va ser "L'afer singular del xifratge baconià". Estava desitjós de separar-se de la sèrie per evitar ser encasellat en el paper. El 12 d'octubre de 1946, Tom Conway el va substituir en el paper protagonista, tot i que Nigel Bruce va obtenir el primer lloc. La nova sèrie va durar 39 episodis, i Bruce i Conway van abandonar la sèrie. Des de llavors fins al 1950, la sèrie va continuar amb diversos actors interpretant els dos papers principals.
El programa es va emetre per primera vegada a Blue Network, però més tard es va traslladar a Mutual Broadcasting System. El programa es va traslladar a Mutual el 1943 a l'inici de la seva quarta temporada. La sèrie es va emetre originalment des de Hollywood. Durant la Segona Guerra Mundial, el programa també es va emetre a l'estranger a través del Servei de Ràdio de les Forces Armades. El programa es va emetre a ABC en lloc de Mutual durant les seves sisena i novena temporades.
Molts episodis es van gravar davant d'un públic en directe.

## Repartiment
- Sherlock Holmes:
  - Basil Rathbone (1939–1946)
  - Tom Conway (1947)
  - John Stanley (1947–1949)[18]
  - Ben Wright (L'afer singular de la maledicció de l'antic Egipte el 1947, com a substitut de Tom Conway, 1949–1950 com a actor habitual)
- Dr. Watson:
  - Nigel Bruce (1939–1947)
  - Joseph Kearns (La maledicció de Sherlock Holmes el 1946, substitut de Nigel Bruce)
  - Alfred Shirley (1947–1948)[18]
  - Ian Martin (1948)[18]
  - Wendell Holmes (acreditat com a "George Spelvin") (1948–1949)[19]
  - Eric Snowden (Els gats terrorífics el 1946, com a substitut de Nigel Bruce, 1949–1950 com a actor habitual)[18]

Només hi ha una quantitat limitada d'informació disponible sobre els membres addicionals del repartiment, ja que les llistes completes del repartiment només estan disponibles per a un grapat d'episodis. En diversos episodis, Mary Gordon interpretar la Sra. Hudson, un paper que també va interpretar a la sèrie de pel·lícules Sherlock Holmes de 1939-1946 amb Rathbone i Bruce. El professor Moriarty va ser interpretat per diversos actors a la sèrie de ràdio, inclosos Joseph Kearns (que també va interpretar Watson) i Lou Merrill.
Frederick Worlock va interpretar l'inspector Lestrade en almenys tres episodis coneguts. . Worlock també va interpretar diferents papers en diverses pel·lícules de la sèrie de cinema de 1939–1946, com ara el paper de Geoffrey Musgrave a Sherlock Holmes encara la mort. Lestrade va ser interpretat per Bernard Lenrow a la setena temporada i Horace Braham a la vuitena temporada. Rex Evans va interpretar Mycroft Holmes en almenys dos episodis coneguts. Evans va interpretar un assassí a la pel·lícula de Sherlock Holmes Pursuit to Algiers.
A cada episodi, es presentava el locutor arribant a casa del Dr. Watson, aleshores jubilat, que explicava una història sobre Holmes i les seves aventures. El locutor de les tres primeres temporades de la sèrie va ser Knox Manning. En diversos episodis de la quarta temporada, els locutors van ser Owen Babbe, Marx Hartman i Bob Campbell. Harry Bartell es va convertir en el locutor de la cinquena temporada. El locutor de la sisena temporada va ser Joseph Bell. Bell havia estat anteriorment el locutor de The Adventures of Sherlock Holmes. Cy Harrice va assumir el paper durant la setena i la vuitena temporades. Herb Allen va ser el locutor de la novena temporada.
Entre els actors que van interpretar diversos papers a la sèrie hi ha Verna Felton, Paula Winslowe, Carl Harbord (que també va interpretar l'inspector Hopkins a la pel·lícula de Sherlock Holmes Vestida per a matar), Herbert Rawlinson, Paul Frees, Theodore von Eltz i June Foray.

## Patrocinadors
El locutor del programa actuava com a portaveu del patrocinador. Bromo Quinine, de Grove, va patrocinar el programa durant les tres primeres temporades. Petri Wine va ser el patrocinador de la quarta i cinquena temporades. Petri Wine va deixar de patrocinar el programa després del final de la cinquena temporada. Tot i que Rathbone va deixar el programa al mateix temps, el motiu pel qual Petri va deixar de patrocinar no estava relacionat amb la marxa de Rathbone, segons una font, que afirma que la decisió es va prendre perquè era més assequible per a Petri patrocinar la sèrie de ràdio The Casebook of Gregory Hood instead.
El patrocinador de la sèrie va ser Kreml Hair Tonic per a la sisena temporada i Trimount Clothing Co. per a la setena. Trimount va renovar el seu patrocini per a la vuitena temporada. Petri Wine va tornar com a patrocinador per a la novena temporada. El maig de 1950 es va confirmar que Petri no tenia previst renovar el seu patrocini si la sèrie continuava.

## Episodis
La temporada 1 (2 d'octubre de 1939 - 11 de març de 1940; 24 episodis) va començar amb una adaptació de "The Adventure of the Sussex Vampire" i va acabar amb una adaptació de "The Adventure of the Retired Colourman". L'últim episodi de la temporada originalment estava pensat per ser una adaptació de "The Final Problem". No se sap per què es va fer el canvi, però pot ser perquè "The Final Problem" ja s'havia utilitzat a la ràdio diverses vegades. Es va anunciar al penúltim programa que "The Final Problem" seria l'últim episodi; a l'episodi final, Watson va dir que havia canviat d'opinió sobre quina història anava a explicar.
La temporada 2 (29 de setembre de 1940 - 9 de març de 1941; 24 episodis) va començar amb una adaptació de "The Adventure of the Empty House". L'últim episodi va ser una adaptació de "The Adventure of Shoscombe Old Place". La temporada va incloure una sèrie de sis episodis adaptada de The Hound of the Baskervilles.
La temporada 3 (5 d'octubre de 1941 - 1 de març de 1942; 22 episodis) va començar amb una adaptació de "The Adventure of the Illustrious Client" i va acabar amb un episodi titulat "La rata gegant de Sumatra". Un episodi també titulat "La rata gegant de Sumatra", inspirat en una referència a [The Adventure of the Sussex Vampire]]", s'havia emès anteriorment el 1932 a la segona temporada de la sèrie de ràdio The Adventures of Sherlock Holmes.
La temporada 4 (7 de maig de 1943 - 28 de maig de 1945; 109 episodis) va començar amb una dramatització de "The Adventure of the Copper Beeches". L'últim episodi de la temporada es titula "Dansa de la mort". Segons el Pittsburgh Press, Nigel Bruce "va sorprendre els enginyers de so" imitant el so d'una gavina necessari per a l'episodi "Mort a Cornwall", que es va emetre el 7 de febrer de 1944. Alguns episodis d'aquesta temporada i de les dues temporades següents van ser novel·lats per H. Paul Jeffers al seu llibre del 2005 Les aventures oblidades de Sherlock Holmes.
La temporada 5 (3 de setembre de 1945 - 27 de maig de 1946; 39 episodis) va començar amb un episodi titulat "El cas del fantasma coix", basat en un incident de "The Adventure of the Crooked Man". L'últim episodi de la temporada va ser "L'afer singular del xifratge baconià", suggerit per un incident de The Sign of Four. Aquesta va ser l'última temporada amb Basil Rathbone interpretant Sherlock Holmes. Rathbone i Bruce també van aparèixer al programa de ràdio Request Performance de la CBS el novembre de 1945, i van intercanviar els papers de Holmes i Watson en un breu esquetx al programa. Alguns dels episodis d'aquesta temporada van ser novel·lats per Ken Greenwald al seu llibre Les aventures perdudes de Sherlock Holmes (1989).
La temporada 6 (12 d'octubre de 1946 - 7 de juliol de 1947; 39 episodis) va començar amb l'episodi "L'aventura del fantasma tartamut", suggerit per un incident a "The Adventure of the Noble Bachelor". temporada va acabar amb "L'aventura de la donzella de ferro". Aquesta va ser l'última temporada amb Nigel Bruce interpretant Watson.
La temporada 7 (28 de setembre de 1947 - 20 de juny de 1948; 39 episodis) va començar amb "El cas del gos que va canviar d'opinió" i va acabar amb una adaptació de "The Adventure of the Veiled Lodger".
La temporada 8 (12 de setembre de 1948 - 6 de juny de 1949; 39 episodis) va començar amb un episodi titulat "El cas de l'ambaixador no desitjat" i va acabar amb un episodi titulat "L'aventura de la mort vermella".
La temporada 9 (21 de setembre de 1949 - 14 de juny de 1950; 39 episodis) va començar amb un episodi amb títol desconegut. El segon episodi, que es va emetre el 28 de setembre de 1949, es titulava "El cadàver eloqüent ". Molts dels episodis d'aquesta temporada, inclosos els dos últims, tenen títols desconeguts. L'últim episodi amb títol conegut és "Command Performance", que es va emetre el 31 de maig de 1950.
Purview Press ha publicat els guions d'alguns episodis desapareguts. Sherlock Holmes: The Lost Radio Scripts (ISBN 978-1617094729) i Sherlock Holmes: More Lost Radio Scripts (ISBN 978-1617095351) editat per Ian Dickerson.